# 新座市立池田小学校
新座市立池田小学校（にいざしりつ いけだしょうがっこう）は、埼玉県新座市池田にある公立小学校。

## 歴史
1973年4月1日、新座市立池田小学校が開校した。1997年、教育用にコンピューター22台が導入。2000年、「池田高齢者いきいき広場」が開設された。2002年、校内LANが設置された。2010年4月時点の在籍児童数は402人で、児童数が少なかった2002年の338人から増加傾向にある。

## 歴代校長
- - 初代校長
- - 現校長 川南真一

## 委員会
- 放送委員会19名
- 図書委員会
- 飼育栽培委員会
- 保健委員会
- 体育委員会
- 代表委員会
- 給食委員会
- 新聞・掲示委員会

## クラブ活動
- ボール運動クラブ
- 陸上・水泳クラブ
- ミニバスクラブ
- 卓球クラブ
- バドミントンクラブ
- ダンスクラブ

### 文化部
- 囲碁・将棋・ボードゲームクラブ
- パソコンクラブ
- 科学クラブ
- 手芸クラブ
- イラストクラブ

## 学校周辺
- 埼玉県立新座高等学校
- 関越自動車道 新座料金所
- 新座市立第三中学校